# Diastanillus pecuarius
Diastanillus pecuarius är en spindelart som först beskrevs av Simon 1884.  Diastanillus pecuarius ingår i släktet Diastanillus och familjen täckvävarspindlar. Inga underarter finns listade i Catalogue of Life.